# NGC 6717
NGC 6717 (również GCL 105 lub Palomar 9) – gromada kulista znajdująca się w gwiazdozbiorze Strzelca w odległości 23,1 tys. lat świetlnych od Ziemi oraz 7,8 tys. lat świetlnych od centrum Galaktyki.
Została odkryta 7 sierpnia 1784 roku przez Williama Herschela, który sklasyfikował ją jako mgławicę. Po raz pierwszy została uznana za gromadę gwiazd przez Pera Collindera w 1931 roku. Przy opracowywaniu katalogu nowo odkrytych gromad kulistych w 1955 roku George Abell skatalogował tę gromadę jako Palomar 9, widocznie nieświadom jej tożsamości, gdyż wcześniej nie była klasyfikowana jako gromada kulista. Identyfikacja Palomar 9 z NGC 6717 została prawdopodobnie wykonana w 1958 roku przez Altera.
Częścią gromady kulistej jest grupa gwiazd IC 4802.